# Diecezja Mutare
Diecezja Mutare – diecezja rzymskokatolicka w Zimbabwe. Powstała w 1953 jako prefektura apostolska Umtali. Podniesiona do rangi diecezji w 1957. Pod obecną nazwą od 1982.

## Ordynariusze
- Prefekci apostolscy
  - Bp Donal Raymond Lamont, O. Carm. (1953 – 1957)
- Biskupi Umtali
  - Bp Donal Raymond Lamont, O. Carm. (1957 – 1981)
- Biskupi
  - Bp Alexio Churu Muchabaiwa (1981-2016)
  - Paul Horan, O. Carm. (od 2016)